# Guido Zurli
Guido Zurli (* 9. Januar 1929 in Foiano della Chiana, Arezzo; † 23. Oktober 2009 in Rom) war ein italienischer Filmregisseur.
Zurli war nach Erfahrungen als Regieassistent ab 1962 der Regisseur von Kinofilmen aller Genres und etlichen Produktionsfirmen, mit denen er seine Filme koproduzierte. Ein besonderes Verhältnis verband ihn mit der Türkei, in der er einige Filme drehte, seit seinem ersten Film Le verdi bandiere di Allah aus dem Jahr 1963. Nach einem türkischen Film 1972, der ein Kassenerfolg wurde, arbeitete er mehrere Filme lang dort und kehrte auch am Ende des Jahrzehntes in der Krise des italienischen Kinos dorthin zurück. Neben seinen Spielfilmen, die oftmals nur regionale Distribution erhielten und schwer auffindbar sind, war Zurli auch für das Fernsehen, bei Dokumentarfilmen und für die Opernbühne tätig.
Nach seiner aktiven Karriere lebte Zurli in der Toskana. Sein häufigstes unter etlichen Pseudonymen war Albert Moore.
Zurli starb am 23. Oktober 2009, im Alter von 80 Jahren, in Italien.

## Filmografie
Regie oder angegeben
- 1963: Le verdi bandiere di Allah
- 1964: Heiße Spur Kairo-London (La Sfinge sorride prima di morire - Stop Londra) (Drehbuch)
- 1966: Schneller als 1000 Colts (Thompson 1880)
- 1966: È mezzanotte… butta giù il cadavere
- 1967: Silenzio: Si uccide
- 1968: Mister Zehn Prozent – Miezen und Moneten
- 1968: O tutto o niente
- 1968: El Zorro
- 1971: Der Würger kommt auf leisen Socken (Lo strangolatore di Vienna)
- 1972: Yumurcak küçük sahit
- 1972: Le vergine di Bali
- 1973: Küçük Kovboy
- 1973: Zorro junior (Il figlio di Zorro) (Drehbuch)
- 1975: La missione del mandrillo
- 1976: Die schwarze Nymphomanin (Gola profonda nera)
- 1977: Cani
- 1977: Reporter’s story (Fernsehfilm)
- 1977: Polizia selvaggia
- 1978: Deckname Scorpion – er kennt keine Gnade… (Bersaglio altezza uomo)
- 1979: Mücevher hirsizlari
- 1980: Il terno a letto
- 1994: Rođen kao ratnik